# Barriac-les-Bosquets
Barriac-les-Bosquets település Franciaországban, Cantal megyében. Lakosainak száma 138 fő (2022. január 1.). Barriac-les-Bosquets Ally, Chaussenac, Pleaux és Rilhac-Xaintrie községekkel határos.

## Népesség
A település népességének változása:
| Lakosok száma | 269  | 180  | 180  | 171  | 153  | 131  | 124  | 132  | 136  | 138  |
|               | 1968 | 1982 | 1990 | 2006 | 2013 | 2015 | 2017 | 2019 | 2020 | 2022 |